# オウルテック

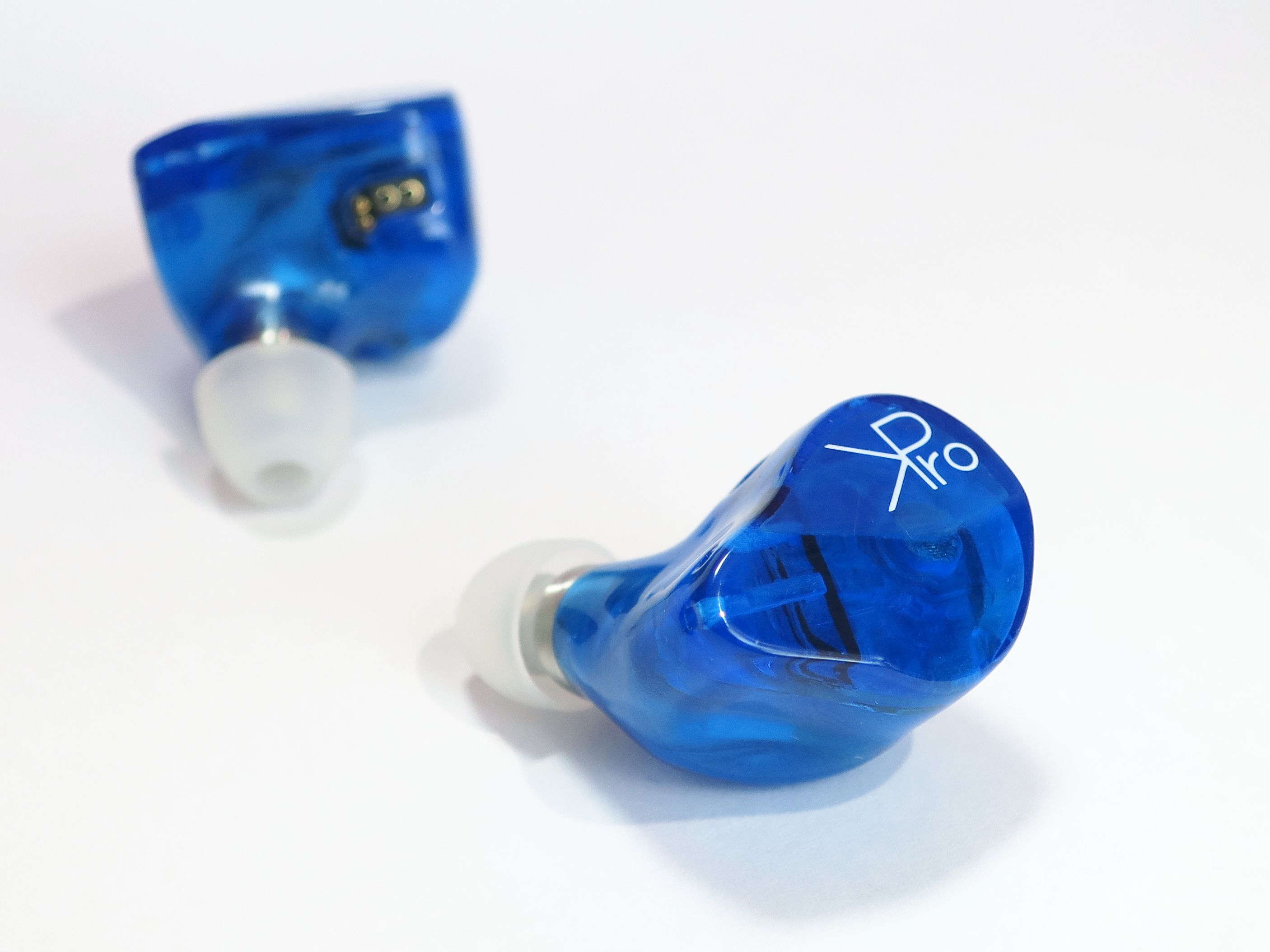
KPro01

株式会社オウルテックは、神奈川県海老名市中新田に所在する企業。パソコンパーツやスマートフォンアクセサリーなどのメーカーとして知られる。

## 歴史
1992年（平成4年）、パソコンパーツの販売会社として創業。当初はミツミ電機製フロッピーディスクドライブや、台湾のLian Li製PCケースなどを取り扱っていた。遠西智彦（前代表）と東海林春男（現代表）の2人で起業し、東海林が暮らしていた6畳一間のアパートを拠点とした。しかし創業から約2年後、取引先の支払遅延により3,000万円が回収不能に陥ったため、東海林は会社経営の傍ら、夜間居酒屋でのアルバイトを余儀なくされた。同社の目指す付加価値の高いものづくりは、当時のアルバイト先の店長の教えに基づくものだという。年を経るにつれ、自社開発製品やスマートフォンアクセサリー、ドライブレコーダーなど、取り扱う製品の幅を広げて行き、売り上げの中心はやがてパソコン周辺機器からスマートフォンアクセサリーへと移っていった。2020年（令和2年）には声優・小岩井ことりを迎え、無線・有線切替可能なイヤホン「KPro01」を開発。クラウドファンディングサイトのMakuakeで1億6,000万円もの資金を集めたことで話題になった。また、2021年にはアウトドアメディア『hinata』を運営するvivit株式会社とLEDランタンを共同開発し、クラウドファンディングサイトCAMPFIREで販売。

## 評価
価格.comプロダクトアワードの受賞歴は以下の通り。
| 年   | 部門                  | 賞   | 製品                     |
| ---- | --------------------- | ---- | ------------------------ |
| 2007 | 電源ユニット          | 銅賞 | S12 ENERGY+ SS-650HT     |
| 2011 | キーボード            | 銀賞 | OWL-KB109LBMN            |
| 2011 | ハードディスク ケース | 銀賞 | 黒角MINI OWL-ESL25/U3(B) |

前述の2Way完全ワイヤレスイヤホン「KPro01」は、Makuake Award 2020 GOLD賞を受賞した。

## 協賛
横浜F・マリノス（サッカー・Jリーグ）、TGR TEAM SARD（モータースポーツ）、パンクラス（総合格闘技）のスポンサーを務める。イメージガールは「オウルテックレディ」で、2020年度は藤本真由と武田美憂の2人が務める。